# Wasiliszki
Wasiliszki (biał. Васілішкі) – wieś (dawne miasteczko) na Białorusi, w rejonie szczuczyńskim obwodu grodzieńskiego. Do 1939 na terenie II Rzeczypospolitej, w województwie nowogródzkim, powiecie lidzkim, siedziba wiejskiej gminy Wasiliszki.
Miasto królewskie położone było w końcu XVIII wieku  w starostwie niegrodowym wasiliskim w powiecie lidzkim województwa wileńskiego. Magdeburgię nadał król Władysław IV Waza w 1648 roku. Miejsce obrad sejmików ziemskich powiatu lidzkiego w 1659 roku.

## Opis
Jadąc drogą ze Szczuczyna dojeżdża się do skrzyżowania z drogą na Arcisze. Za skrzyżowaniem, na wzniesieniu położony jest cmentarz Wasiliszkowski . Za nim skrzyżowanie z drogą na Stare Wasiliszki. Następnie teren opada i droga przeskakuje nad rzeczką Lebiedką. Od tego miejsca droga wspina się na wzniesienie, na którym leżą Wasiliszki. Po obu stronach drogi zabudowa wiejska drewniana.
Na szczycie plac z przystankiem autobusowym, przed kościołem barokowym (św. Jana Chrzciciela), który jest główną ozdobą architektoniczną miejscowości. Dalej pomnik z czasów komunistycznych, sklepy w drewnianych budynkach, za nimi już komunistyczna architektura pawilonów: sklepowych i poczty. W centrum znajduje się nowoczesny Dom Kultury z salą koncertową na ok. 300 miejsc, w Domu Kultury działa ponadto klasa komputerowa oraz szkoła muzyczna. Tuż przy Domu Kultury znajduje się inny budynek, w którym się mieści zarząd Spółki Akcyjnej „Wasiliszki”, największego przedsiębiorstwa rolniczego w obwodzie grodzieńskim.
Na lewo za zabudowaniami wiejskimi drewnianymi wybudowane „nowe” osiedle – niskie 2-4 piętrowe typowe bloki. Na prawo zaś park i tablica z czasów ZSRR upamiętniająca tragedię getta żydowskiego z 10-11 maja 1942 r.
Do szkoły w Wasiliszkach uczęszczał Czesław Niemen.

## Urodzeni w Wasiliszkach
- Gustaw Paszkiewicz (1892–1955) – generał dywizji Wojska Polskiego
- Wilhelm Paszkiewicz (1894–1940) – podpułkownik dyplomowany piechoty Wojska Polskiego
- Gustaw Rakowski (ur. 1883) – major łączności Wojska Polskiego, kawaler Orderu Virtuti Militari

## Zabytki
- Kościół św. Jana Chrzciciela w Wasiliszkach, barokowy z XVIII wieku.

## Dane historyczne
- województwo wileńskie Rzeczypospolitej: starostwo niegrodowe Wasiliszki: 1499–1766 r.
- włączenie do zaboru rosyjskiego: 1795 r.
- okupacja niemiecka (I wojna światowa): 1915–1921
- powrót do Polski: 1921–1939
- okupacja ZSRR: 1939 r.
- okupacja Niemiecka: czerwiec 1941 – kwiecień 1944 r.
- pod władzą polską po opanowaniu w ramach akcji „Burza”: kwiecień do czerwca 1944 r.
- od lipca 1944 r. – ZSRR, Republika Białoruska
- po upadku ZSRR – terytorium Białorusi

Dane historyczne:
- budowa katedry przez Króla Kazimierza: 1489 r.
- budowa synagogi: 1658 r.
- dane z 1866 r:
  - budynki sakralne: kościół katolicki, cerkiew, synagoga,
  - liczba budynków: 244
  - liczba mieszkańców: 1841
  - instytucje: szkoła, poczta, sklepy
- dane z 1921 r.:
  - budynków mieszkalnych ok. 275
  - liczba mieszkańców: 1874
    - katolików: 641
    - prawosławnych: 9
    - żydów: 1223
    - inni: 1
- w 1928 r.:
  - nadania statusu miasteczka i gminy wiejskiej
  - liczba mieszkańców: 1874
- II wojna światowa: likwidacja getta żydowskiego 10–11 maja 1942 r. – zginęło 2.159 osób.
- do 1954 r. Wasiliszki posiadają status miasteczka
- od 1960 r. zostają włączone do rejonu Radun
- od 1962 r. zostają włączone do rejonu Szczuczyn

## Dane ze SGKP
Słownik geograficzny Królestwa Polskiego podaje następujące dane dotyczące Wasiliszek:
- położenie śród lasu skarbowego
- wały sypane
- nowy kościół murowany ostrołukowy, poświęcony w 1903 r.
- stary kościół drewniany pochodził z 1489 r.
- parafia liczyła 10.160 dusz.